# Michel Ouedraogo
Pour les articles homonymes, voir Ouedraogo.
Michel Ouedraogo est une personnalité du cinéma africain. Il est le directeur général des éditions Sidwaya jusqu'en mars 2007. Il est délégué général du FESPACO (Festival panafricain du cinéma et de la télévision de Ouagadougou), entre 2007 et 2014. Il en avait présidé la commission des relations publiques entre 1995 et 2001. Il a fait partie du jury du Festival du film francophone d'Angoulême en 2010. D'après lui, « L’Afrique doit, elle aussi, remettre la culture au centre car c’est un secteur créateur de développement et d’emplois. ».
En 2015, un hommage lui est rendu au Festival de cinéma africain de Khouribga.